# 净明寺
净明寺，位于中国河北省邯郸市管陶乡小店村，为邯郸市武安市的一个省级文物保护单位，类型为古建筑，公布时间为2001年2月7日。
净明寺的历史年代为明、清。